# Маунт Рипоз (Охајо)
Маунт Рипоз (енгл. Mount Repose) насељено је место без административног статуса у америчкој савезној држави Охајо.

## Демографија
По попису из 2010. године број становника је 4.672, што је 570 (13,9%) становника више него 2000. године.
| Група             | 2000.         | 2010.         |
| Белци             | 3.952 (96,3%) | 4.405 (94,3%) |
| Афроамериканци    | 43 (1,0%)     | 44 (0,9%)     |
| Азијати           | 28 (0,7%)     | 78 (1,7%)     |
| Хиспаноамериканци | 35 (0,9%)     | 78 (1,7%)     |
| Укупно            | 4.102         | 4.672         |